# Antonov An-225
Antonov An-225 (ukrainskaː Антонов Ан-225 Мрія (''dröm'')), är en sexmotorig typ av transportflygplan, som tillverkats av den ukrainska flygtillverkaren Antonov i ett exemplar. Detta var en avsevärt större variant av Antonov An-124 och var när det färdigställdes 1988 det största flygplanet i världen. Det förstördes den 24 februari 2022 i samband med Rysslands invasion av Ukraina. Färdigställandet av ett halvfärdigt plan nummer två återupptogs 2022.

## Historik
Planet var tänkt som en del i det sovjetiska rymdfärjeprojektet Buran, inom vilket det skulle transportera rymdfärjorna på ryggen från fabriken till uppskjutningsanläggningarna och tillbaka dit från landningsbanan. När Antonov fick uppdraget att bygga ett flygplan som var kapabelt att frakta rymdfärjan Buran, var den första utmaningen att hitta en hangar stor nog att rymma det enorma planet. När de till sist hittade en lämplig hangar i Ukrainska SSR, började de bygga. För att spara både tid och pengar användes delar från den redan befintliga modellen An-124. 
Tillverkningen påbörjades av endast två exemplar, där det ena färdigställdes 1988, medan det andra 2022 var halvfärdigt. Motor Sich gick in som delägare i företaget för att driva projektet vidare efter Sovjetunionens sammanbrott, men detta samarbete avbröts senare. Det halvfärdiga andra An-225, som påbörjades under Sovjettiden, finns numera (2022) i en hangar i Ukraina där åtgärder för färdigställande har återupptagits.
De bakre rodren påminner mycket om An-22 med sin H-form, dock är det inte samma delar. Skälet till att stjärtfenorna är placerade på sidorna är att An-225 konstruerades för att bära rymdfärjan på ryggen, vilket skulle störa luftflödet till ett konventionellt roder. För att planet skulle klara den långa färden med den tunga lasten gjordes vingarna tjockare, vilket gav planet både bättre lyftkraft och mer plats för bränsle (288 000 kg). Dessutom har Antonov An-225 32 hjul, varav 28 sitter i mitten i två rader och fyra under nosen.
Planet flögs av det ukrainska fraktflygbolaget Antonov Airlines med bas på Hostomels flygplats i Kiev. Flygplansindividen är döpt till "Mrija", som betyder "dröm" eller "förhoppning".
Flygplanet förstördes i sin öppna hangar den 24 februari 2022 i en attack mot Hostomels flygplats av ryska luftlandsättningsstyrkor, som var en inledande attack under Rysslands invasion av Ukraina.

## Uppdrag (urval)

### An-225 i Sverige
Mrija gjorde ett tiotal uppdrag årligen för Antonov Airlines, en division inom det ukrainska Antonov-bolaget. Det har besökt Sverige och Arlanda vid åtminstone två tillfällen, 2010 och 2012.

### An-225 och Fukushima-olyckan
I samband med kärnkraftsolyckan i Fukushima uppstod en situation där bränslebassängen i reaktor 4 förlorade sin kylning och riskerade att överhettas. Planet An-225 kom att spela en betydelsefull roll då det kunde transportera in ett av världens största mobila betongpumpsfordon som sedan kunde tillföra vatten till bränslebassängen och bidra till att den inte överhettades.

## Bilder

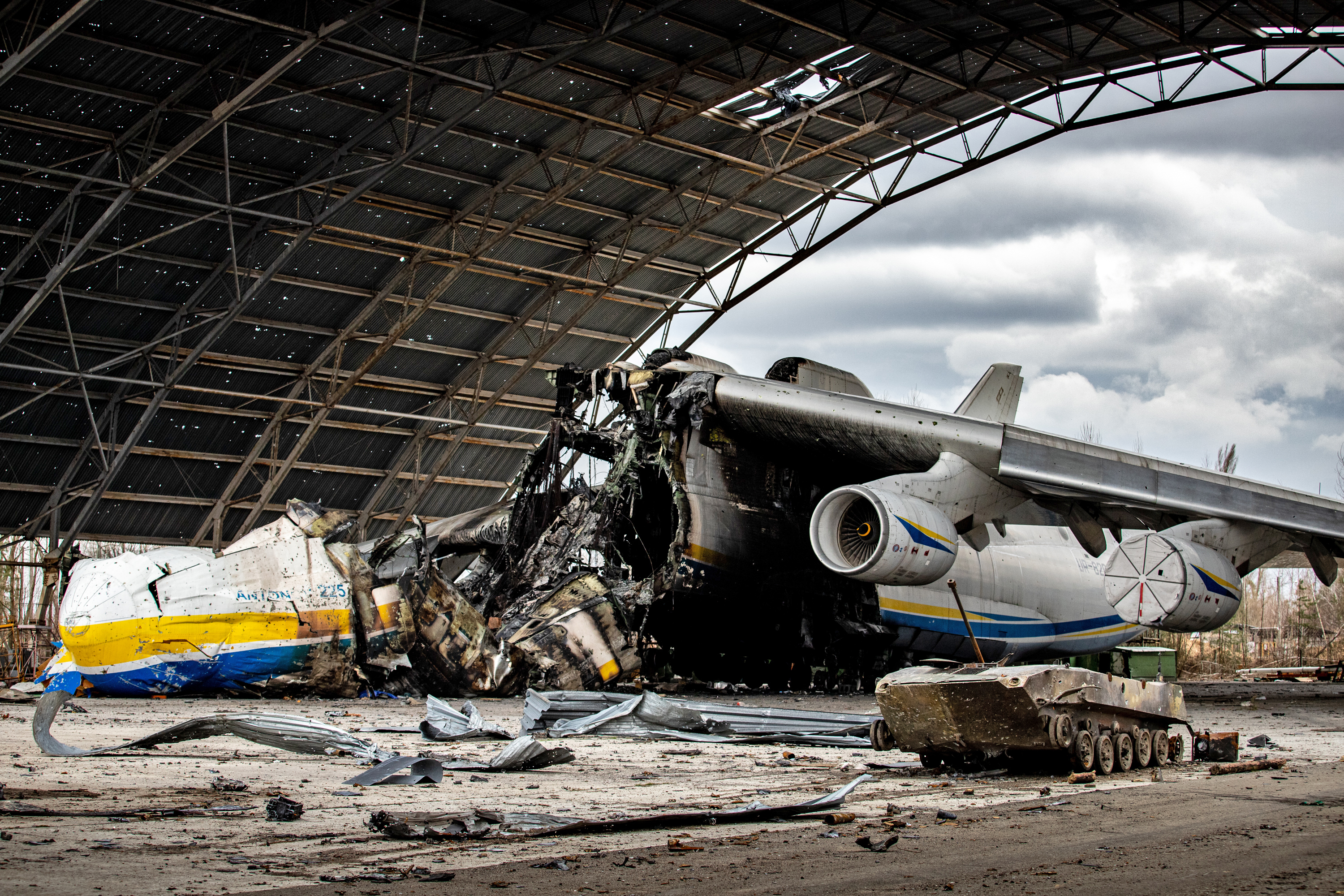
En bild på An-225ːan som blev förstörd under Rysslands invasion av Ukraina 2022.
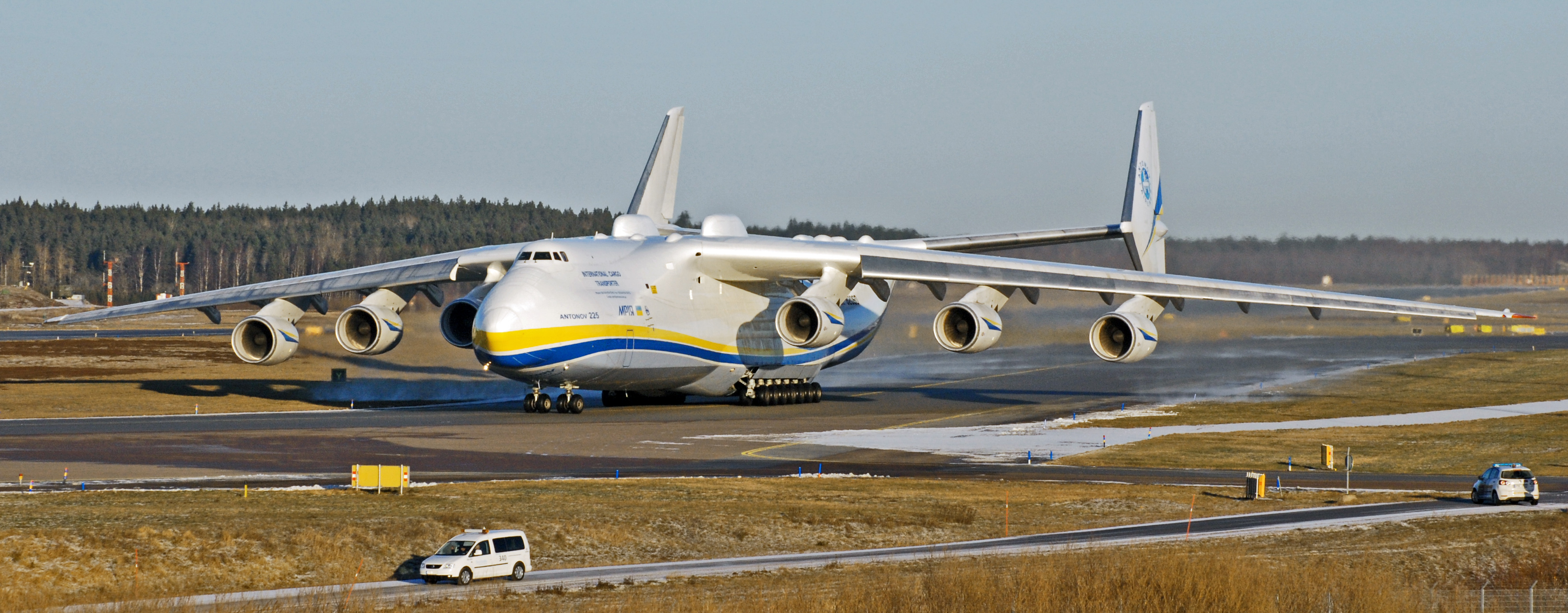
Antonov An-225 Mrija på Arlanda i Stockholm, den 6 januari 2012.
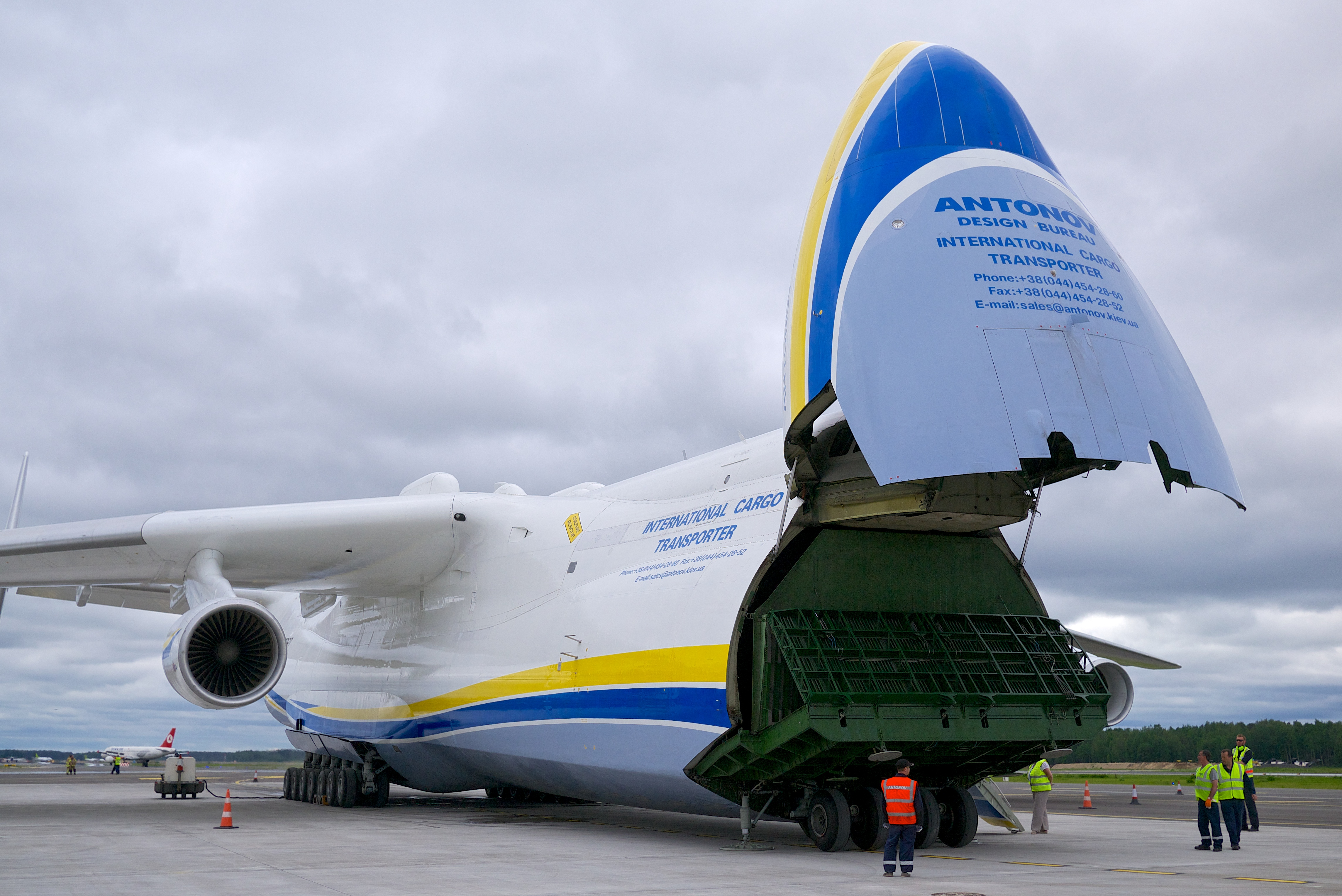
An-225 med fronten uppfälld.
- An-225 lyfter.